# Yátova
Yátova è un comune spagnolo di 1 949 abitanti situato nella comunità autonoma Valenciana.